# Clos Lucé
Clos Lucé és una mansió a Amboise (Indre i Loira, França) ubicada a 500 metres del castell d'Amboise, al qual està connectat per un passatge clandestí. Construït per Étienne Le Loup a mitjan segle xv, va ser adquirit el 1490 per Carles VIII de França per a la seva esposa, Anna de Bretanya. Més tard, es va fer servir per Francesc I de França, així com per la seva germana Margarida d'Angulema.
És un castell-mansió francès, al departament d'Indre i Loira, englobat en el conjunt de Castells de la vall del Loira (fr. Château de la Loire). Va ser utilitzat durant molt temps com casa pairal per l'aristocràtica família Cloux.
El 1516, Francesc I va convidar Leonardo da Vinci a Amboise i li va donar el Clos Lucé com a lloc per viure i per treballar. Da Vinci, ja pintor famós i inventor, va arribar amb tres mostres de la seva pintura: La Gioconda, La Mare de Déu i l'Infant amb santa Anna i sant Joan Baptista i Sant Joan Baptista. Hi va viure fins a la seva mort, el 2 de maig de 1519.
Curiosament, a la capçalera del seu llit, que encara reposa a la mateixa habitació de la mansió, també hi havia el seu retrat de la  Madonna Elisa Gherardini , dona del marquès de Giocondo, la celebrada Monna Lisa.
Actualment, la mansió serveix de museu regional dedicat a da Vinci. Al soterrani, s'hi poden observar nombrosos models dibuixats, com ara un tanc, un pont de setge o el precursor d'un helicòpter. Als jardins, dels quals es diu que es conserven gairebé com en 1519, s'hi han instal·lat maquetes d'algunes de les peces d'enginyeria que da Vinci va arribar a concebre.

## Galeria

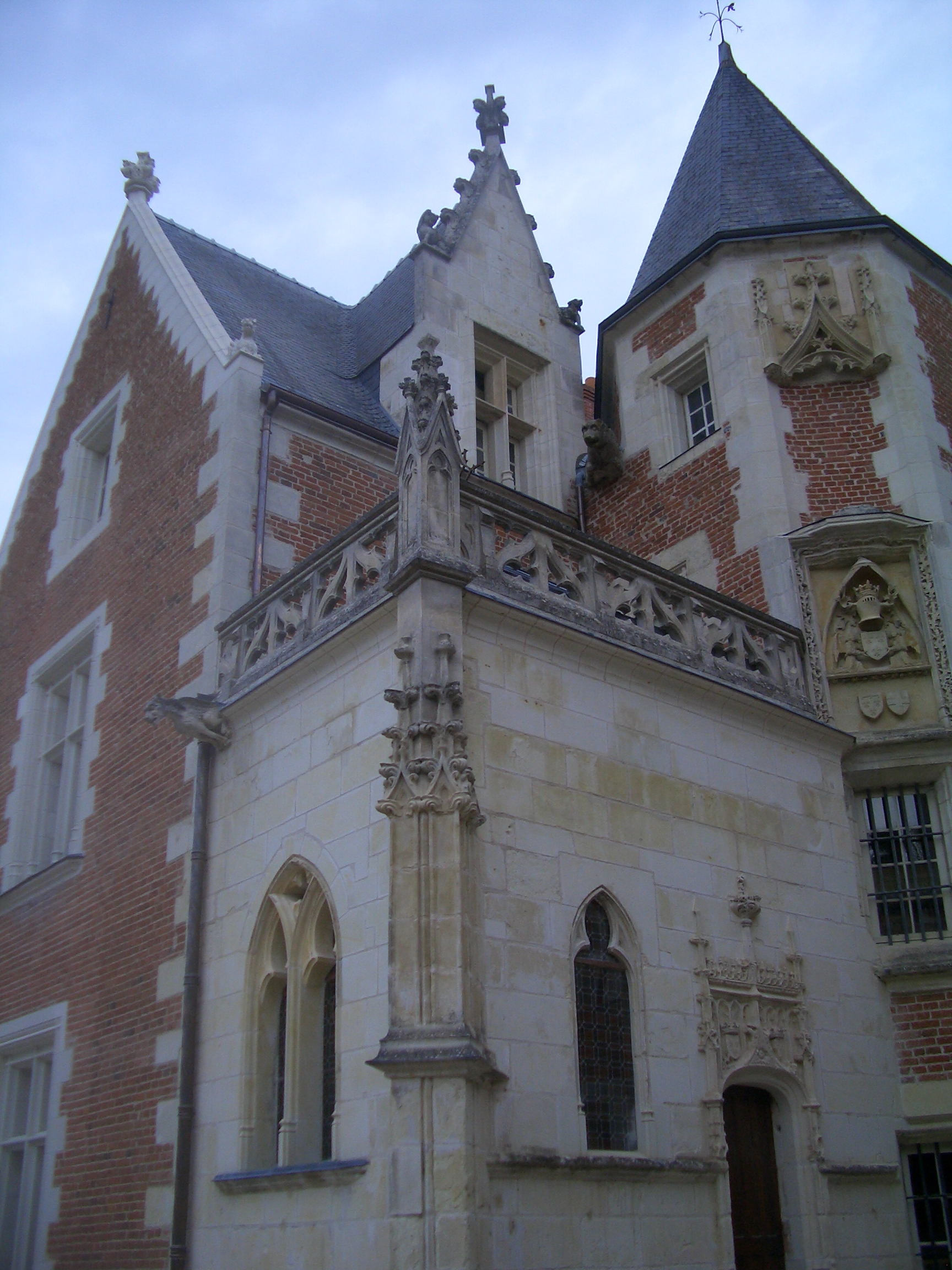
Exterior del Clos Lucé
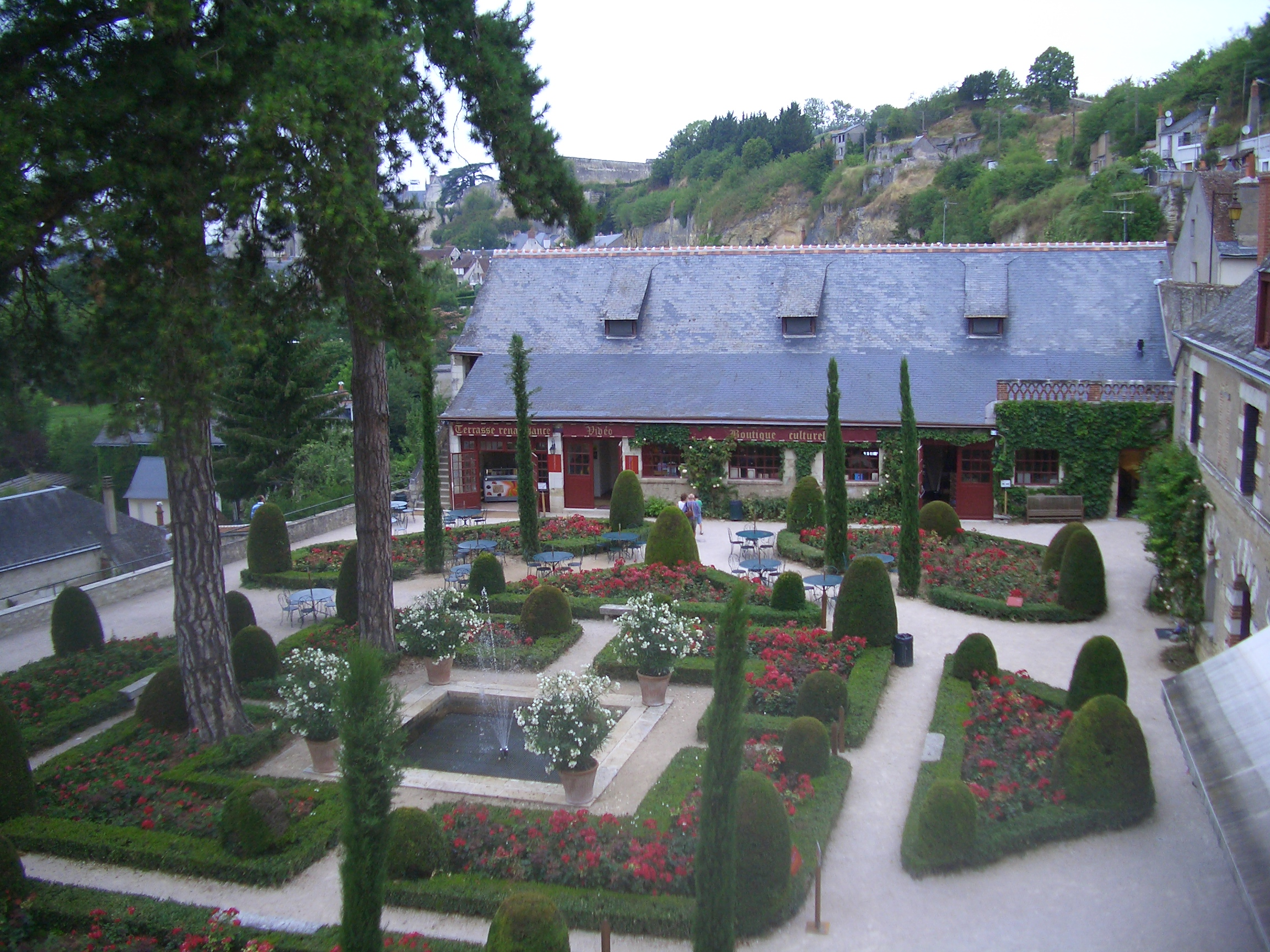
Jardí de Clos Lucé i botiga
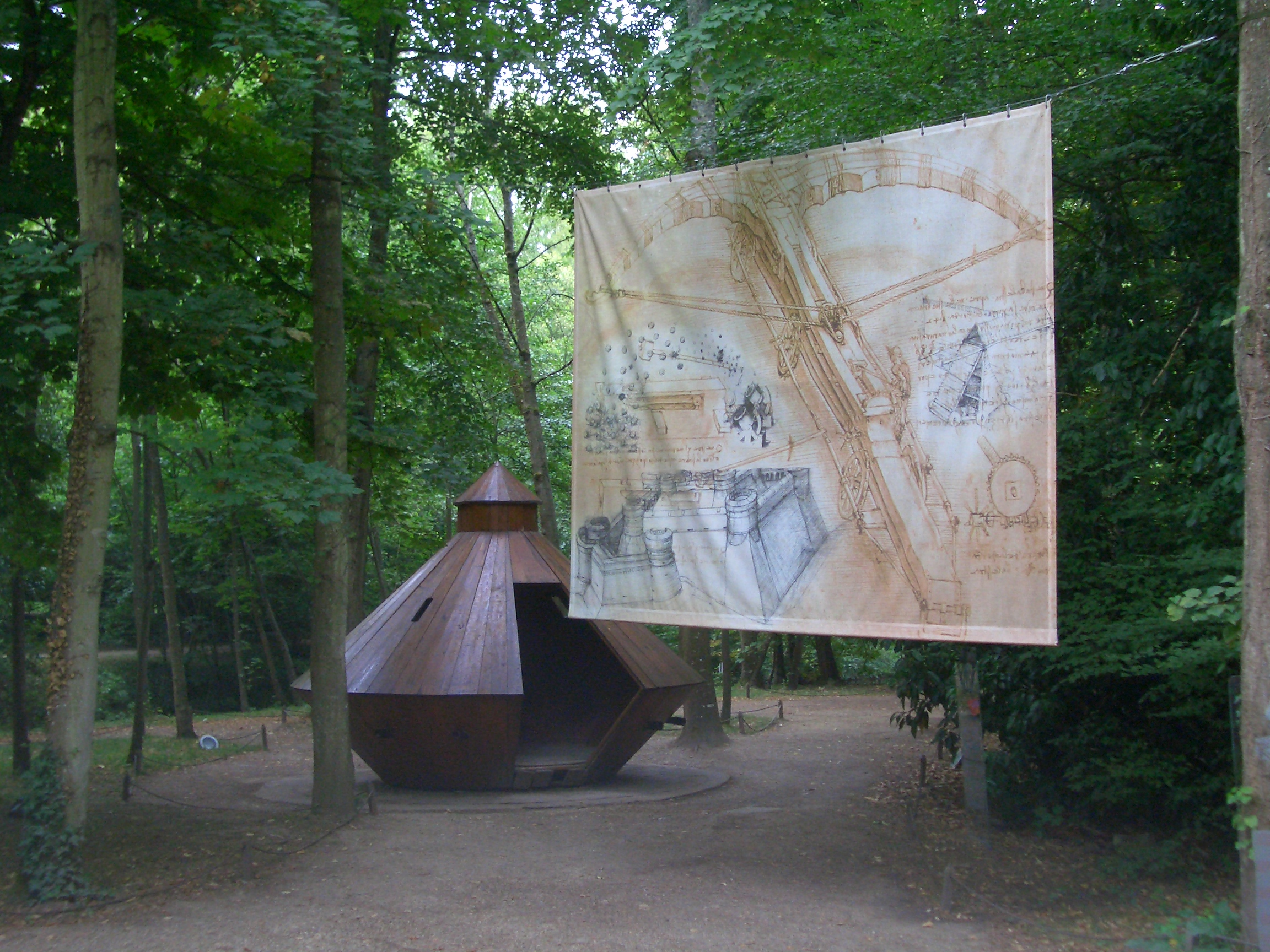
Parc del Clos Lucé
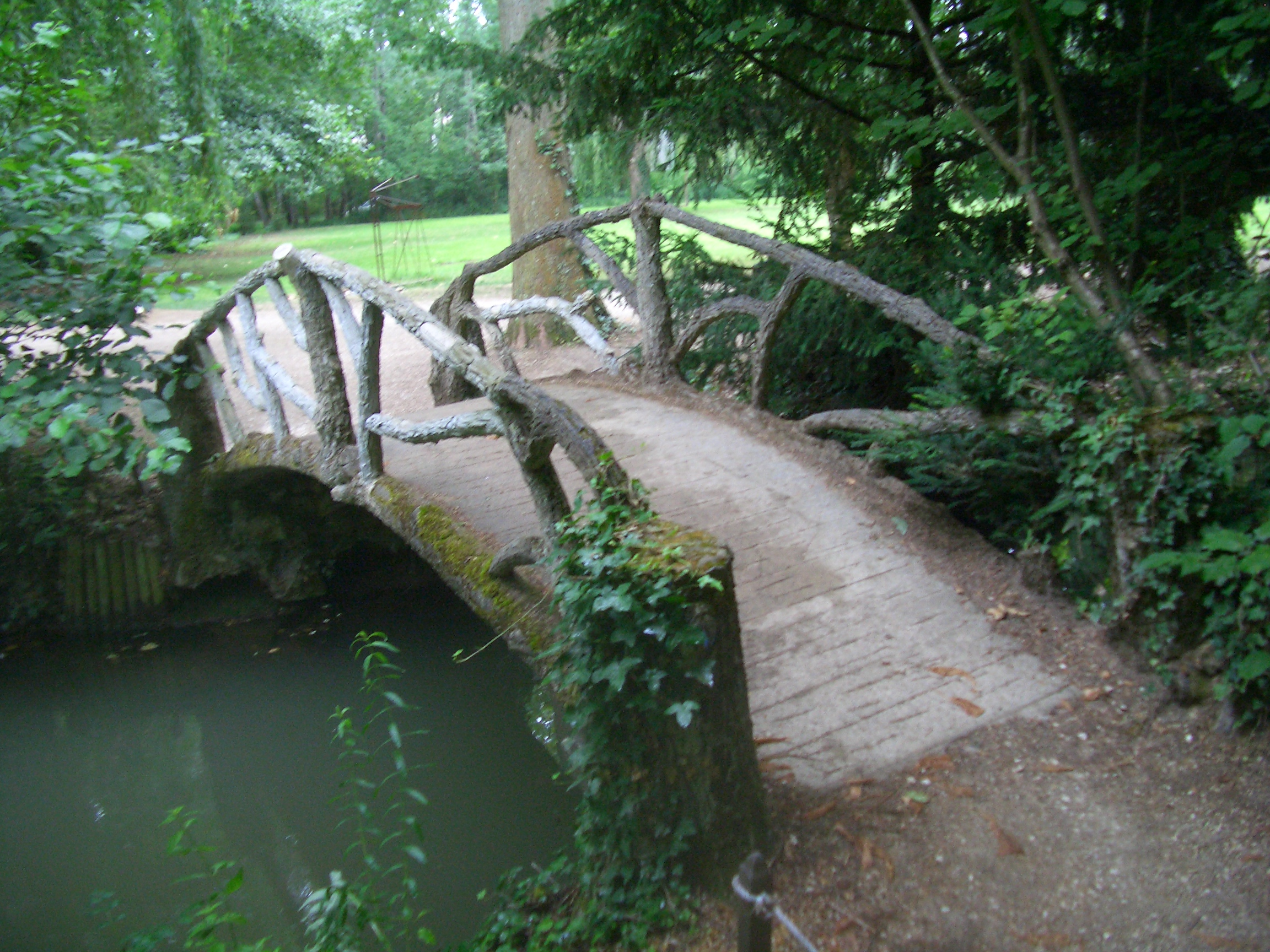
Pont del parc
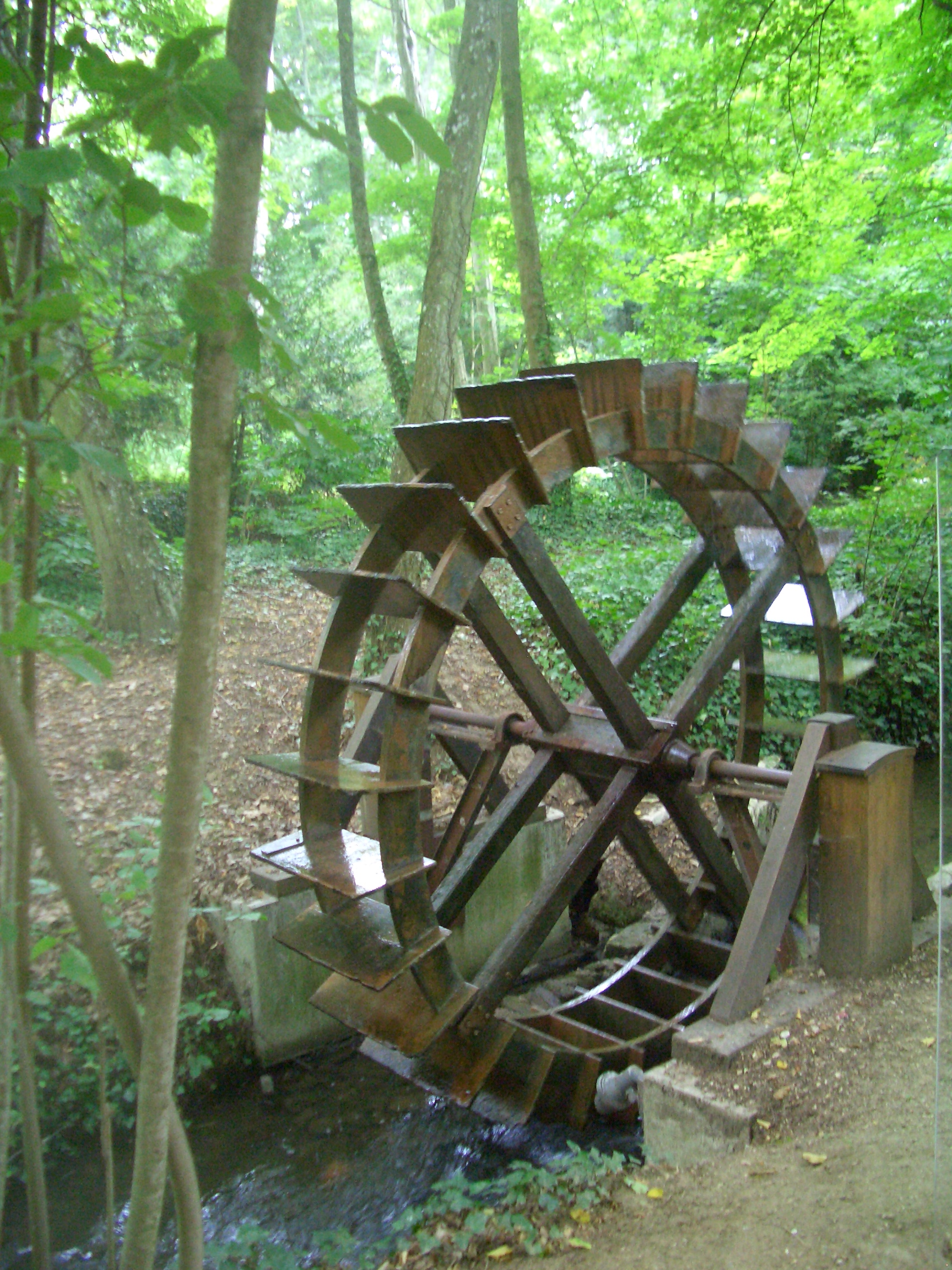
Rierol i molí d'aigua.
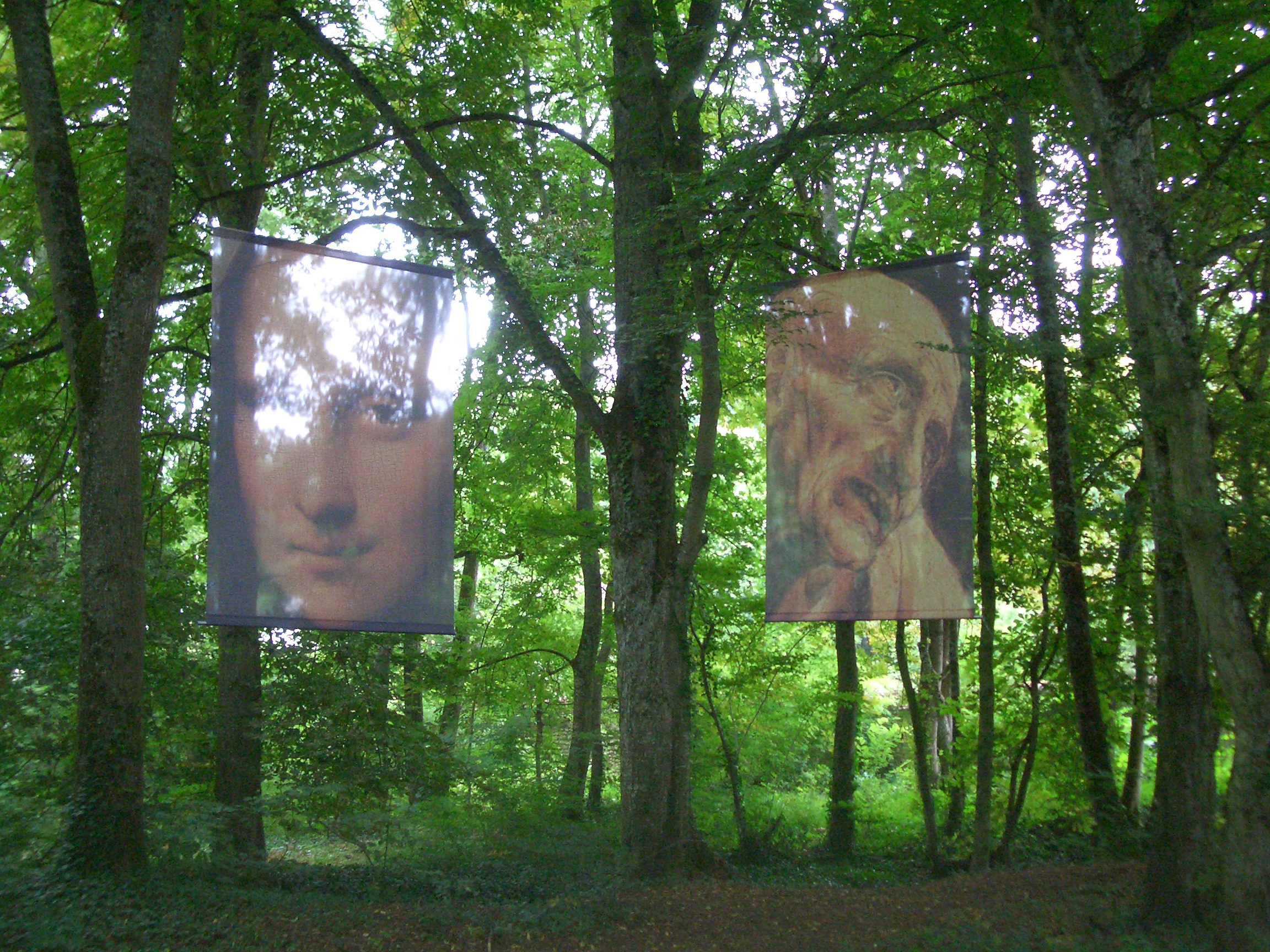
Pantalles de seda de Leonardo da Vinci
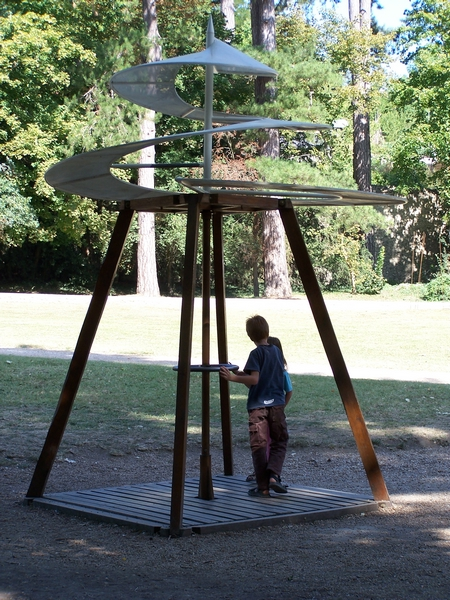
Prototip d'helicòpter